# 우루과이 U-23 축구 국가대표팀
우루과이 U-23 축구 국가대표팀(스페인어: selección de fútbol sub-23 de Uruguay)은 우루과이를 대표하는 23세 이하의 축구 국가대표팀으로, 우루과이의 축구 관리 기관인 우루과이 축구 협회의 관리를 받는다. 올림픽에 3번 참가해 1924년과 1928년에 금메달을 획득했으며, 팬아메리칸 게임에 8번 참가해 1983년과 2015년에 우승을 기록했다.

## 역대 감독
| 감독              | 임기 |
| ----------------- | ---- |
| 오스카르 타바레스 | 2012 |